# Пивень, Николай Дмитриевич
Никола́й Дми́триевич Пи́вень (1935, Серышевский район, Дальневосточный край — февраль 2020, Благовещенск) — советский партийный деятель; первый секретарь Благовещенского горкома КПСС (1980 — ?).

## Биография
Николай Дмитриевич Пивень родился в 1935 году в Серышевском районе Амурской области.
Окончив ремесленное училище, работал машинистом парохода «Коммунист» Амурского речного пароходства (Хабаровск). В 1954—1964 годы работал на механическом заводе Белогорска, там же в 1961 году был принят в КПСС.
С 1971 года — секретарь партийного комитета строительства Зейской ГЭС.
С июля 1980 года — первый секретарь Благовещенского горкома КПСС. В последующем работал в строительной компании «Амурстрой», а после выхода на пенсию — на заводе «Амурский металлист».
Умер в Благовещенске; похороны состоялись 5 февраля 2020 года.

## Награды
- орден Трудового Красного Знамени[1].